# Voertuigemissie
Voertuigemissie is uitstoot van schadelijke luchtvervuiling door voertuigen.

## Bron
Qua bron vallen de schadelijke stoffen in drie categorieën: uitlaatemissies (uitlaatgas), verdampingsemissie, en slijtage-emissies. Qua aard vallen ze in twee hoofdcategorieën: broeikasgasemissies (koolstofdioxide: CO2, methaan: CH4, distikstofmonoxide: N2O) en de andere voor mens en milieu schadelijke emissies. Van de andere emissies worden de volgende in de wet gereguleerd: CO (koolmonoxide), HC (hydrocarbons - koolwaterstoffen), NOx (stikstofoxides: NO en NO2), fijnstof (PM10). Een grote groep landen in de wereld volgt de Amerikaanse en de strengere Californische wetgeving, de andere grote groep volgt de Europese emissiestandaard. Soms wordt fijnstof verward met roet, maar voor fijnstof wordt het gewicht gemeten en voor roet de verkleuring.
In fijnstof en koolwaterstoffen valt een verdere onderverdeling te maken naar samenstelling. In het bijzonder is er aandacht voor de toxische polycyclische aromatische koolwaterstoffen (paks) binnen deze groepen. Een andere onderverdeling is in de groep van vluchtige organische stoffen (VOS).

## Motorvoertuigen
Begin 21e eeuw stootten vooral dieselmotoren heel veel schadelijke stoffen uit. Voor benzinemotoren, lpg en aardgas of cng) werkt de driewegkatalysator goed; behalve bij een koude motor, bij de start en bij slechte afstelling van de motor. Van de uitstoot van dieselmotoren hebben fijnstof en stikstofoxide de meeste aandacht, vanwege problemen met de luchtkwaliteit. Het gesloten roetfilter moet de problemen met de uitstoot van fijnstof oplossen. Maar vanwege problemen met voertuigonderhoud is het gesloten roetfilter door velen minder gewenst, en hebben de ontwikkelaars van motoren het gebruik ervan lang kunnen vermijden. De uitstoot van stikstofoxide valt samen met een efficiënte verbranding, daarom is de verlaging van de stikstofoxide uitstoot een moeizaam proces.

### Uitstoottesten
De testprocedure voor voertuigen lichter dan 3,5 ton is een kunstmatige testrit (de New European Driving Cycle, NEDC) van 11 kilometer, waarbij op de totale rit de emissies onder een normwaarde moeten blijven. Voor alle personenauto's is deze waarde gelijk; dit geldt voor alle dieselvoertuigen en alle benzine-, lpg- en cng-voertuigen. Voor bestelauto's, al naargelang het gewicht, is er een hogere normwaarde. Voertuigen boven de 3,5 ton hebben zelf geen norm, maar de motor die daarin is ingebouwd moet aan een norm voldoen. Daarvoor zijn er twee testen: de ESC (statische test, bij verschillende constante toerentallen en vermogens) en de ETC (een dynamische test, die het gebruik op de weg moet nabootsen). Voor het zwaar wegverkeer is er daarom ook geen norm in de eenheid van gram uitstoot per gereden kilometer, maar in gram uitstoot per kWh geleverde arbeid. In de praktijk kan de emissie hoger zijn dan de test doet vermoeden, omdat het rijgedrag en belasting niet overeenkomen met de test. De standaardnomenclatuur is om de voertuignormen met gewone cijfers aan te duiden (bijvoorbeeld Euro-5), en de motornormen met Romeinse cijfers (Euro-V). Vanaf Euro-VI zijn er een wereldwijde normen, de "World Harmonised Test" voor vrachtwagenmotoren, die elementen van de Amerikaanse en de Europese wetgeving verenigt.

## RDW emissietesten
In Nederland is het RDW (Dienst wegverkeer) verantwoordelijk voor de jaarlijkse emissiecontroles bij voertuigen. Nederlandse voertuigen moeten voldoen aan de Europese emmisiestandaard, waarbij schadelijke stoffen zoals koolmonoxide en stikstofoxide moeten worden omgezet naar niet-schadelijke stoffen via de katalysator. Nederlandse voertuigen worden jaarlijks bij de APK hierop gecontroleerd.
In de loop der jaren is hieruit gebleken dat dieselauto's een veelvuldig hogere uitstoot hebben dan benzinevoertuigen. Dit kan het Parijs klimaatakkoord in gevaar brengen, met de afspraak om in 2050 CO2-neutraal te zijn. Dit heeft als gevolg dat steeds meer landen nieuwe auto’s met verbrandingsmotoren na 2030 willen uitfaseren, zo ook Nederland.

## Luchtvaart
Ook de luchtvaart is een belangrijke bron van schadelijke emissies en broeikasgassen.